# Saint-Pierre-du-Vauvray
Saint-Pierre-du-Vauvray è un comune francese di 1 376 abitanti situato nel dipartimento dell'Eure nella regione della Normandia.

## Società

### Evoluzione demografica
Abitanti censiti